# The Pinnacle (Canton)
Pour les articles homonymes, voir The Pinnacle (homonymie).
The Pinnacle est un gratte-ciel situé à Canton (Guangzhou) en République populaire de Chine. La tour culmine à 350 mètres et comprend 60 étages de bureaux.